# Microrregión de Tesouro
La microrregión de Tesouro es una de las microrregiones del estado brasilero de Mato Grosso perteneciente a la mesorregión Sudeste Mato-Grossense. Su población fue estimada en 2006 por el IBGE en 49.086 habitantes y está dividida en nueve municipios. Posee un área total de 27.172,857 km².

## Municipios
- Araguainha
- General Carneiro
- Guiratinga
- Pontal do Araguaia
- Ponte Branca
- Poxoréo
- Ribeirãozinho
- Tesouro
- Torixoréu

- Datos: Q2276169